# Jean Bouvier
Pour les articles homonymes, voir Jean Bouvier (homonymie) et Bouvier.
Jean Bouvier (1920-1987) est un historien français, qui a été enseignant à l'École pratique des hautes études, à l'université de Vincennes (Paris VIII) et à l'Université Paris 1 Panthéon-Sorbonne
D'inspiration marxiste, il a été l'un des pionniers de l'histoire du temps présent. Ses recherches, attentives aux transformations de la société, ont porté principalement sur l'histoire économique, particulièrement sur l'histoire des banques aux XIXe siècle. Il s'est toujours efforcé de fonder ses travaux sur une analyse critique des observations statistiques.

## Biographie

### Jeunesse
Né dans une famille de petits commerçants lyonnais, Jean Bouvier put, grâce à son instituteur, obtenir en 1931 une bourse qui lui permit d'accéder aux études secondaires. À l'issue de celles-ci, après avoir échoué au concours de l'École Normale Supérieure, il entreprit des études d'histoire à l'Université de Lyon.
En 1935, son meilleur ami qui est Juif polonais, le fait entrer aux Jeunesses communistes.
Pour échapper au service du travail obligatoire, il participe à la Résistance à partir de 1943, après avoir échoué à entrer chez les Francs-tireurs et partisans, il entre dans l'Armée secrète où il est chef du camp de filtrage des maquis du colonel Romans-Petit dans la région de Nantua, chargé d'interroger et de tester les nouveaux-venus, puis, après que son maquis ait été attaqué et dispersé par une division autrichienne, coursier de l'état-major de Lyon.

### Historien

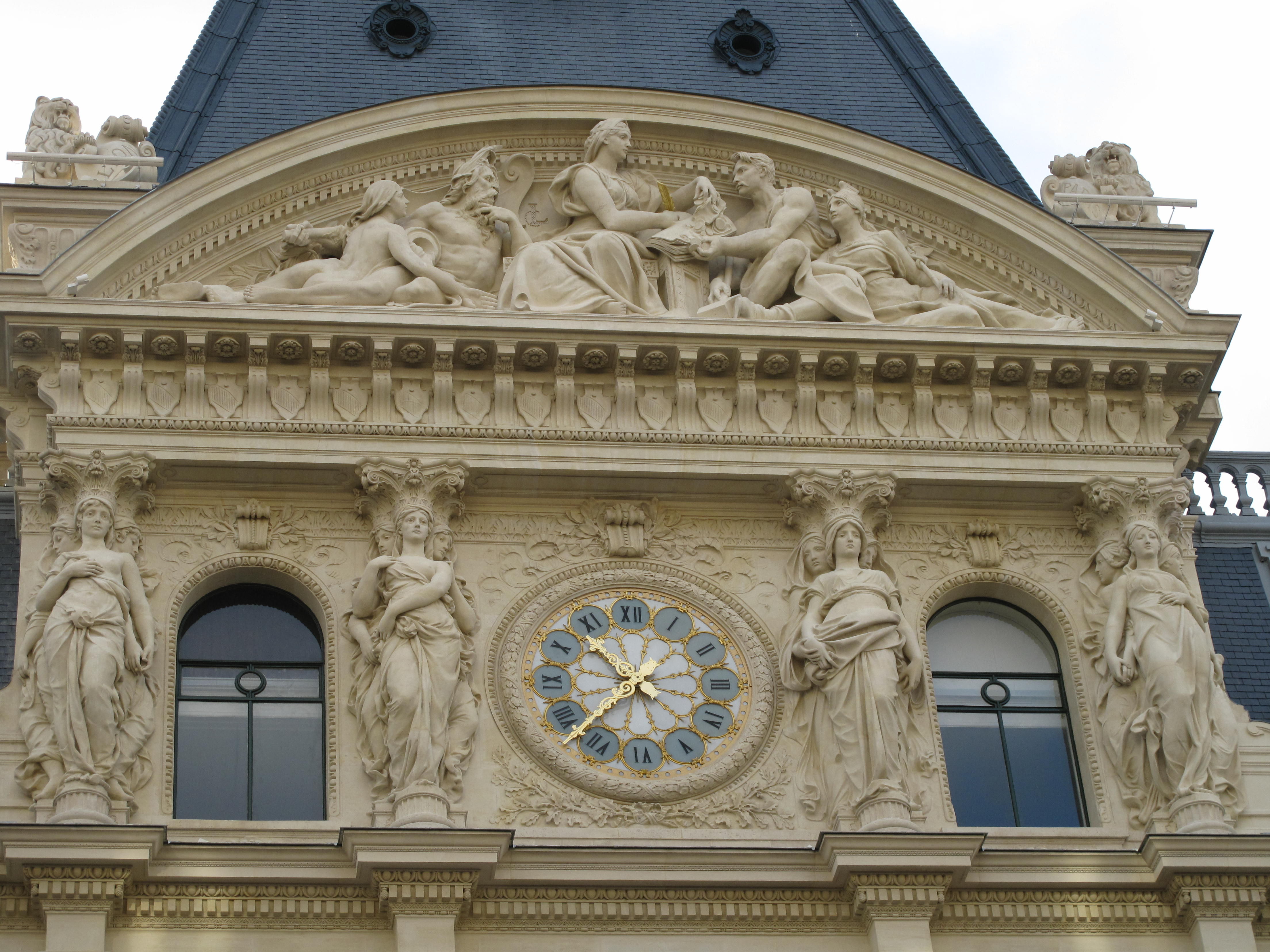
Siège parisien du Crédit Lyonnais, édifice du dernier quart du XIXe siècle.

Après-guerre, il réussit quatrième le concours de l'agrégation d'histoire. Il enseigna en lycée à Lyon puis à Paris, au lycée Carnot. Il y enseignait en classe de terminale et en HEC[réf. souhaitée].
Attiré par la recherche, Jean Bouvier commença par travailler sur les questions ferroviaires, puis il entreprit une thèse de doctorat d'État sous la direction de Charles-Henri Pouthas ayant pour titre "Le Crédit lyonnais de 1863 à 1882 : les années de formation d'un banque de dépôts", ayant réussi  pendant huit ans à avoir accès, sans l'autorisation de la direction du Crédit Lyonnais, aux archives de la banque,.
En 1953, il fut détaché au CNRS pour terminer sa thèse, qu'il soutint en 1959. Durant la même période, il écrivit une thèse complémentaire, Études sur le krach de l'Union Générale : 1878-1885, une banque catholique implantée à Lyon qui fit faillite en 1882.
Recruté alors par Fernand Braudel comme directeur d'études à la VIe section de l'École pratique des hautes études, il y exerça de 1960 à 1963. Mais il préféra quitter ce poste pour devenir maître de conférences à Rennes puis professeur à l'université de Lille. Dans le contexte du mouvement de 1968, revient à Paris et l'un des membres fondateurs du Centre universitaire expérimental de Vincennes (devenu l'Université Paris VIII) aux côtés d'historiens comme Jacques Droz, Jacques Julliard et Madeleine Rebérioux. En 1974, il créa avec Maurice Lévy-Leboyer le DEA d'histoire économique. En 1977, succédant à Pierre Vilar, il devint professeur à l'Université Paris I jusqu'à sa retraite en 1984.
Jean Bouvier fut engagé dans de nombreuses activités collectives, en particulier dans la direction d'ouvrages et de revues, telles que Le Mouvement Social, la Revue économique, Vingtième siècle, la Revue internationale d'histoire de la banque. En 1978, il devint l'un des principaux conseillers de l'Institut d'histoire du temps présent du CNRS. En 1982, ses collègues le portèrent à la présidence de la section d'histoire moderne et contemporaine du Conseil Supérieur Provisoire des Universités. Il participa également à plusieurs émissions de radio et de télévision, en particulier à France-Culture où il créa une émission d'histoire économique et sociale, "Le temps qui change", qu'il anima en compagnie d'Alain Plessis et de Jacques Marseille, qui avait été son élève. En 1985, empêché de se déplacer par la maladie, c'est à son domicile qu'il reçut des mains de René Girault sa décoration de chevalier de la Légion d'honneur.
Le Centre Jean-Bouvier d'histoire économique et sociale du département d'histoire de l'université Paris VIII, placé sous la responsabilité de Michel Margairaz, se place dans la filiation de Jean Bouvier et Ernest Labrousse. L'Association pour le développement de l'histoire économique (ADHE), fondée en 1989 par Jacques Marseille, décerne le prix Jean-Bouvier qui récompense une maîtrise d'histoire économique.

### Militant
Jean Bouvier qui a adhéré aux Jeunesses communistes en 1935 vit intensément les bagarres, meetings et manifestations du Front populaire. 
En 1953-1954, il est membre du Comité fédéral du Rhône du Parti communiste français (PCF). En février 1954, il publie aux Éditions sociales avec son collègue Jean Gacon un livre militant intitulé La vérité sur 1939, persuadé qu'il était d'une présentation falsifiée anticommuniste du Pacte germano-soviétique et pensant pouvoir réfuter l’existence de l’annexe secrète du pacte avec les sources dont il disposait. Cet ouvrage lui vaut l’estime du Comité central du PCF. Par la suite, il reconnaît cependant à plusieurs reprises que la passion militante y avait pris le pas sur la rigueur scientifique : Il y a des passages honnêtes et d'autres délirants. J'ai écrit des choses auxquelles je ne croyais pas. J'étais coupé en deux : l'historien contre le militant. La fausse signature de Molotov sur le faux protocole secret du partage de la Pologne, on y croyait sincèrement. On s'est trompé de bonne foi. Selon Marcel Gillet, son travail d'historien est nourri par le livre de Lénine L'Impérialisme, stade suprême du capitalisme. Néanmoins, il décrit le marxisme de Bouvier davantage comme une « méthode féconde » qu'un « dogme simpliste ».
Les révélations du rapport Khrouchtchev, venant conforter les doutes qui l’habitaient déjà, puis la répression par l’Armée rouge du soulèvement hongrois de 1956 l'affectent particulièrement. Il tente d'obtenir de la direction du PCF une prise de distance publique envers l’URSS, mais le refus qu’il essuie marque alors sa rupture intellectuelle avec le parti. Il quitte le PCF en 1969, après les événements de mai 68 en France et la répression du Printemps de Prague.
Il ne cesse pas pour autant de participer aux recherches et aux débats de l’Institut Maurice Thorez, avec notamment Jacques Marseille et Michel Margairaz, et, en 1969, il fonde, en compagnie d’autres intellectuels issus du PCF, comme Paul Noirot et Madeleine Rebérioux, la revue mensuelle Politique aujourd'hui. Il garde de nombreux liens avec les intellectuels restés dans le parti ou comme lui ex-communistes. Dans les débats politiques des années 1970 et 1980, il est un partisan constant de l’Union de la gauche. À la fin de sa vie, il s'oriente vers un socialisme réformiste.

## Publications

### Ouvrages publiés par Jean Bouvier
- La vérité sur 1939. La politique extérieure de l'URSS d'octobre 1938 à juin 1941, avec Jean Gacon, Éditions sociales, 1953.
- Études sur le krach de l'Union Générale : 1878-1885, PUF, 1960.
- Finance et financiers de l'ancien régime (avec Henry Germain-Martin), PUF, 1964.
- Le Mouvement du profit en France au XIXe siècle[10] (avec François Furet et Marcel Gillet), Éditions de l'EHESS, 1965,  (ISBN 2-7132-0154-3).
- Les Rothschild, Bruxelles, Complexe, coll. « Historiques » (no 85), 1992 (1re éd. 1960, Le Club français du livre), 343 p. (ISBN 2-87027-459-9, présentation en ligne), [présentation en ligne].
- Naissance d'une banque : le Crédit lyonnais, Flammarion, 1968.
- Les deux scandales de Panama, Gallimard, 1972,  (ISBN 2-07-028867-6).
- Deux siècles de fiscalité française de Robert Schnerb (avec Jacques Wolff), Mouton, 1973.
- Un siècle de banque française, Paris, Hachette, 1973, 283 p. (présentation en ligne), [présentation en ligne], [présentation en ligne], [présentation en ligne].
- Initiation au vocabulaire et aux mécanismes économiques contemporains, XIXe-XXe siècle, CDU SEDES, 1982,  (ISBN 2-7181-2137-8).
- États, fisc, économie (avec Jean-Claude Perrot), Actes du Ve congrès de l'Association française des historiens économistes, Sorbonne, 1985.
- La France restaurée, 1944-1954 (avec François Bloch-Lainé), Fayard, 1986,  (ISBN 2-213-01803-0).
- L’Impérialisme à la française : 1914-1960 (avec René Girault et Jacques Thobie), La Découverte, 1986, ISBN
- L’Historien sur son métier : Études économiques XIXe – XXe siècles, EAC, 1989,  (ISBN 2-88124-194-8).
- Le Crédit lyonnais de 1863 à 1882 : les années de formation d'une banque de dépôt[11], Éditions de l'EHESS, 1999,  (ISBN 2-7132-1278-2).

- Sous le nom de Jean-Jacques Laurendon, Psychanalyse des banques, Ed. Sedimo, 1964[5].

### Recensions dans lesAnnales E.S.C.et laRevue Historique
-- Annales. Économies, Sociétés, Civilisations.
- André Gueslin, Les origines du Crédit Agricole (1840-1914), in 1984 Vol. 39, Numéro 2 (p. 329-330).
- Michel Volle, Histoire de la statistique industrielle, in 1984, Vol 39, Numéro 2 (p. 315-319).
- Alain Plessis, La Banque de France et ses deux cents actionnaires sous le Second Empire  in  1984, Vol. 39, Numéro 2 (p. 331-335).
- André Gueslin, Histoire des Crédits Agricoles,   in 1985, Vol. 40, Numéro 6, (p. 1484-1488).
- Richard F. Kuisel, Le capitalisme et l'État en France ; modernisation et dirigisme au XXe siècle,  in 1985, Vol. 40, Numéro 6 (p. 1463-1466).
- Odette Hardy-Hémery, De la croissance à la désindustrialisation : un siècle dans le Valenciennois,   in 1986, Vol. 41, Numéro 6 (p. 1326-1330).
- Économies méditerranéennes, équilibres et intercommunications XIIIe – XIXe siècles, in  1986, Vol. 41, Numéro 6 (p. 1335-1338).
- « Sur la Banque de France au XIXe siècle », Article consacré aux livres d’Alain Plessis : La politique de la Banque de France de 1851 à 1870,
 et Régents et gouverneurs de la Banque de France sous le Second Empire,  
 in  1988, Vol. 43, Numéro 4,(p. 951-958).

-- Revue Historique.
- Michel Bruguière, Gestionnaires et profiteurs de la Révolution,  in T 276, Fasc. 1 (559), juillet-Septembre, 1986 (p. 458-461).
- Geneviève Gavignaud, Propriétaires-viticulteurs en Roussillon. Structures, conjoncture, société (XVIIIe – XXe siècles),  in T. 276, Fasc. 1 (559), juillet-Septembre, 1986 (p. 206-210).
- Henry Rousso, De Monnet à Massé ; enjeux politiques et objectifs économiques dans le cadre des quatre premiers plans (1946-1965),  in T. 278, Fasc. 1 (563), juillet-Septembre, 1987 (p. 214-217).
- Philippe Mioche, Le Plan Monnet. Genèse et élaboration, 1941-1947,  in  T. 277, Fasc. 2 (562), avril-Juin, 1987 (p. 210-213).
- Yves Leclercq, Le réseau impossible. La résistance au système des grandes compagnies ferroviaires et la politique économique en France, 1820-1852, in T. 278, Fasc. 1 (563), juillet-Septembre, 1987 (p. 197-201).